# Khalid Lyamlahy
Khalid Lyamlahy (Rabat, Marruecos, 1986) es un académico, escritor y crítico literario franco-marroquí afincado en Chicago.
Obtuvo la mención especial del Prix des Cinq Continents de la Francophonie por su novela Évocación de un monumento a Venise (2023).

## Biografía
Nacido en Rabat, Marruecos, en 1986, Khalid Lyamlahy siguió una carrera como ingeniero en Francia e Inglaterra antes de dedicarse a la literatura. Es ingeniero por la École des Mines d'Alès (2008), máster en Literatura General y Comparada (2014) por la Universidad París 3 – Sorbonne Nouvelle y doctor en Literatura Francófona por la Universidad de Oxford (2018).
Desde 2019 enseña literatura magrebí francófona en la Universidad de Chicago (Estados Unidos).
Su segunda novela, Evocación de un memorial en Venecia, fue publicada en 2023 por la misma editorial. La novela recibió el Prix Éthiophile, la mención especial del Prix des Cinq Continents de la Francophonie y la mención especial del Prix Jésus Paradis para la segunda novela. También es finalista del Premio Alain Spiess a una segunda novela.
Tradujo Vivir en el mundo al árabe:ensayo sobre política relacional de Felwine Sarr, y coescrito con Rym Khene un pequeño libro de poesía y fotografía, Conocí a un caballito de mar.
Colabora con varias revistas literarias en Francia y Estados Unidos, entre ellas En Attendant Nadeau, Zone Critique, Non-Fiction  y World Literature Today.

## Publicaciones
- Una novela extranjera, novela, París, Présence Africaine, 2017ISBN 978-2-7087-0896-9 .
- Conocí un caballito de mar (con Rym Khene), poesía/fotografía, Bruselas, La place, 2020ISBN 978-2-9602918-2-7 .
- Abdelkébir Khatibi: poscolonialismo, transnacionalismo y cultura en el Magreb y más allá (obra colectiva coeditada con Jane Hiddleston), Liverpool, Liverpool University Press, 2020ISBN 978-1789622331 .
- Evocación de un memorial en Venecia, novela, París, Présence Africaine, 2023ISBN 978-2-7087-1003-0 .